# Filipe Simonsson

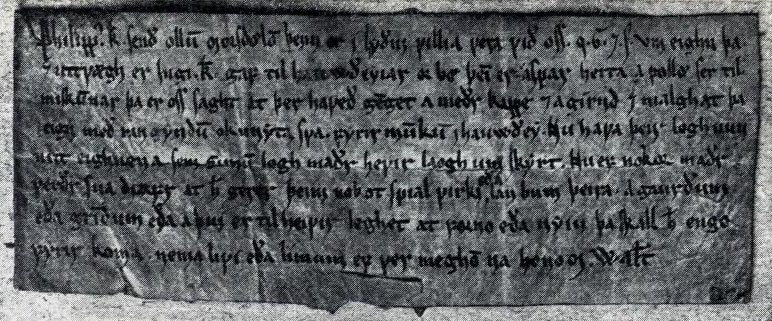
Carta de Felipe Simonsson

Filipe Simonsson (em nórdico antigo, Filippus Simonsson, falecido em 1217) foi um nobre norueguês e pretendente ao trono pelo partido dos bagler entre 1207 e 1217, durante a era das Guerras Civis Norueguesas.  Governou na região de Viken com o título de rei, em oposição aos reis Ingo II e Haakon IV.
Filipe era filho de Simão Kaarason (falecido em 1190) e de Margarida Arnadatter. Simão era um dos mais proeminentes opositores ao partido dos birkebeiner e ao rei Sverre; tinha apoiado ao pretendente bagler Jon Kuvlung na década de 1180 e morreu num novo levante contra Sverre em 1190. Margarida, a mãe de Filipe, era meia irmã do rei Ingo I e irmã do bispo de Oslo Nicolau Arnesson, também opositor a Sverre.

## Jarl dos bagler
Em 1204, depois da morte de Haakon III, os bagler, que durante o reinado deste tinham se reconciliado com os birkebeiner, levantaram novamente em armas, com o apoio da Igreja e o rei de Dinamarca. O bispo Nicolau de Oslo tentou que seu sobrinho Filipe fosse nomeado rei dos bagler, mas a maioria do partido se opôs, já que Filipe não era de linhagem real norueguesa. Em seu lugar, colocou-se como rei a Erling Steinvegg, um suposto filho do rei Magno V. A Filipe outorgou-se-lhe o título de jarl, o mais alto após o rei.
Filipe Simonsson contava entre seus ascentrais o rei Harald Cabelo Belo através da linha materna. Sua mãe era descendente do rei Stenkil da Suécia, que por sua vez, de acordo a lendas nórdicas, era descendente do rei Harald. Essa ascendência não era suficiente, já que os noruegueses tendiam a eleger entre seus governantes a descendentes de reis pela linha paterna. Por exemplo, o rei birkebeiner Ingo II enfrentou fortes problemas por ser neto materno de Sigurdo II.
O exército bagler, reconstituído na Dinamarca, chegou a Noruega em 1204, acompanhado pelo rei Valdemar II da Dinamarca. Isso foi o detonante da segunda guerra bagler. Uma assembleia (ting) em Tønsberg reconheceu a Erling Steinvegg como rei e a Filipe como jarl. Os bagler cedo ganharam o controle da região de Viken (ao redor do fjord de Oslo), enquanto os birkebeiner mantiveram-se dominando Trøndelag, no norte. A região ocidental, com Bergen, mudava constantemente de mãos. Os grupos rivais lançaram ataques às regiões inimigas, mas nenhuma pôde alçar com a vitória definitiva.

## Rei dos bagler
Em janeiro de 1207 morreu o rei bagler Erling Steinvegg, deixando dois filhos. Num princípio, os bagler deliberaram sobre qual dos dois filhos devia ser nomeado rei, mas o bispo Nicolau de Oslo relançou a candidatura de Filipe para o título de rei. Nesta ocasião o rei obteve o apoio dos camponeses e Filipe foi nomeado rei numa assembleia em Sarpsborg.
Filipe continuou a guerra contra os birkebeiner, chegou a capturar a fortaleza de Sverresborg em Bergen em 1207, mas abandonou-a pouco depois. Nesse mesmo ano, padeceu a incursão exitosa dos birkebeiner em Tønsberg. Contudo, a guerra parou, sem uma inclinação clara da vitória. Em 1208, Nicolau e outros bispos tentaram chegar a um acordo de paz entre ambos grupos. Na ilha de Kvitsøe, Filipe reuniu-se com seu rival Ingo II; este reconheceu a autoridade de Filipe sobre o terço oriental de Noruega (a exceção de Bohuslän) e, em compensação, Filipe renunciou a portar o título de rei. Em vez disso, seria reconhecido como jarl e vassalo de Ingo. Para selar as negociações, Filipe casou-se em 1209 com uma filha do falecido rei Sverre, Cristina Sverresdatter.
Filipe rompeu sua promessa, pois continuou apresentando-se como rei até o fim de sua vida, empregando um selo real. Apesar disso, se manteve a paz entre bagler e birkebeiner. Depois da morte de Ingo II em abril de 1217, Filipe tentou renegociar o acordo de paz, demandando a metade do país. Mas no outono desse mesmo ano adoeceu e faleceu.
No ano seguinte à sua morte, o novo rei dos birkebeiner, Haakon IV, foi reconhecido também pelos bagler, pondo fim à divisão do país.
Cristina, sua esposa, morreu poucos meses após o casamento, durante um parto. O único filho do casal também faleceu nessa ocasião.
A carta mais antiga de um rei na Noruega que se tenha conservado até a atualidade pertenceu a Filipe Simonsson.